# Abou Bakr ben Kerroum al-Hajj
Abou Bakr ben Kerroum al-Hajj (? - 1668), est un chef militaire et roi de Marrakech entre 1667 et 1668. Il succède à son père Kerroum al-Hajj à la tête de la tribu Chebânat et de Marrakech et sa région, en 1667. Son règne dure seulement 40 jours, puisque l'émergence du sultan alaouite du Maroc Rachid ben Chérif met fin à son règne. Celui s'empare de Marrakech et sa région par la force, et exécute Abou Bakr et ses partisans en 1668.

### Francophone
- « Maulay Errechid », dans Aboulqâsem ben Ahmed Ezziâni (trad. de l'arabe par Octave Victor Houdas), Le Maroc de 1631 à 1812 : Extrait de l'ouvrage intitulé Ettordjemân elmo ʻarib ʻan douel Elmachriq ou ʼLmaghrib, vol. XVIII (2e série), Paris, Ernest Leroux, coll. « Publications de l'École des langues orientales vivantes », 1886, 216 p. (lire en ligne), p. 2, 12, 15, 16, 17-23 (« Règne de Maulay Errechid ben Echcherif ben Ali »), 24, 26 et 55
- Ahmed ben Khâled Ennâsiri Esslâoui. (trad. de l'arabe par Eugène Fumet), Kitâb Elistiqsâ li-Akhbâri doual Elmâgrib Elaqsâ [« Le livre de la recherche approfondie des événements des dynasties de l'extrême Magrib »], vol. IX : Chronique de la dynastie alaouie au Maroc, Paris, Ernest Leroux, coll. « Archives marocaines », 1906 (1re éd. 1894 – en arabe) (lire en ligne)
- « L’année de Kerroum El-Hajj », dans Collectif, Les Alaouites, Mohammed VI : Une dynastie, un règne, Casablanca, L'Économiste, juillet-août 2009, 96 p. (présentation en ligne, lire en ligne [PDF]), p. 8